# 内田一夫
内田 一夫（うちだ かずお、1962年4月18日 - ）は、日本の元サッカー選手で、サッカー指導者。

## 来歴
全国有数のサッカーの街である清水市（現・静岡市清水区）に生まれ育ち、高校は清水東高校に進学。この世代の清水東は全盛期が始まった頃であり、一学年上に大木武と望月一頼、一学年下に反町康治、沢入重雄、望月達也などのちにJリーグの選手や監督として活躍する人物がいた。内田本人も3年次に高校総体で優勝、選手権大会で準優勝、さらに国民体育大会では静岡県選抜チームに選ばれ優勝を経験。大学は駒澤大学へ進み、一学年下の佐久間悟とプレーした。社会人では清水市役所に勤務する傍ら、地元サッカークラブクラブでプレー。また、東京大学の研究生として浅見俊雄の下でフィジカルトレーニングの指導を2年間受けている。
1994年からジェフユナイテッド市原の育成部コーチに就任。ジェフではヨーロッパ出身の監督が続いており、また下部組織のコーチがトップチームのアシスタントをしていたことからゲルト・エンゲルスやズデンコ・ベルデニック、イビチャ・オシムなどといった経験豊かな監督の指導を肌で体験している。コーチ最終年となる2003年にS級ライセンスを取得。
2004年からはベガルタ仙台の強化・育成部に移り、ユース監督などを歴任する傍ら日本サッカー協会のナショナルトレセンコーチを兼任し、サニックス杯国際ユースサッカー大会ではU-17日本代表監督として指揮をとっていた。
2008年のシーズンオフに仙台を退団。大学時代の後輩・佐久間がGMに就任したヴァンフォーレ甲府のコーチ兼サテライト監督に就任し、安間貴義監督をサポートした。翌年、安間監督に代わり同チームの監督となり、チームをJ1昇格に導くも、この年限りで退任した。
2011年8月に、日本サッカー協会からの派遣という形でグアム代表監督（1ヶ月間の暫定監督）に就任。2012年から清水エスパルスのコーチに就任した。2015シーズン終了後に清水を退団、中国乙級リーグ（中国3部）の寧夏山嶼海、蘇州東武でそれぞれ監督を務めた。2019年よりヴァンフォーレ甲府のヘッドコーチに就任。
2021年、ヴァンフォーレ甲府U-18監督に就任。

## 所属クラブ
- 静岡県立清水東高等学校
- 駒澤大学
- 清水クラブ

## 指導歴
- 1994年 - 2004年  ジェフユナイテッド市原・千葉 育成部コーチ
- 2004年 - 2009年  ベガルタ仙台
  - 2004年 - 2006年 強化・育成部 部長代理
  - 2006年 - 2008年 強化部 育成ディレクター
  - 2007年 - 2008年 ユース監督 (育成ディレクター兼任)
  - 2008年 - 2009年 強化部 育成部長
- 2004年 - 2007年  日本サッカー協会 ナショナルトレセンコーチ (兼任)
  - 2004年3月 U-17日本代表サニックス杯 監督
- 2007年  日本サッカー協会 インストラクター (兼任)
- 2009年 - 2010年  ヴァンフォーレ甲府
  - 2009年 トップチームコーチ兼サテライト監督
  - 2010年 トップチーム 監督
- 2011年8月 - 同年9月  グアム代表 監督
- 2012年 - 2015年  清水エスパルス
  - 2012年 - 2014年7月 トップチーム コーチ
  - 2014年7月 - 2015年6月 トップチーム ヘッドコーチ
  - 2015年7月 - 同年12月 サテライト 監督
- 2016年2月 - 2017年  銀川賀蘭山足球倶楽部（中国語版） 監督
- 2017年  蘇州東武足球倶楽部（中国語版） 監督
- 2019年 -  ヴァンフォーレ甲府
  - 2019年 トップチーム ヘッドコーチ
  - 2020年 トップチーム コーチ
  - 2021年 - U-18 監督